# Четук
Четук (рос. Четук; адиг. Чэтыукъу) — селище Теучезького району Адигеї Росії. Входить до складу Пчегатлукайського сільського поселення.
Населення — 344 особи (2015 рік).